# Ниани
Ниани (манд. Nyani; фр. Niani) — древний город, бывшая столица Империи Мали.

## История
Ниани считается древней столицей империи Мали. Деревня стала столицей приблизительно в начале XII века. Ниани упоминалась путешественником Львов Африканским. Некоторые учёные полагают, что Кангаба была одной из столиц империи, но на самом деле на протяжении XIV—XVI веков постоянной столицей была Ниани.
Манса и его придворные также проживали в Ниани, который стал центром торговли. Город развивался как выход для двух главных торговых путей, одного на север, называемого «маршрутом Манде» (манд. Manding-sila), и одного на юг, называемого "маршрутом Сараколл " (манд. Sarakolle-sila). Ниани и другие главные города размещали гарнизон для императорской армии. У мансы были большие кузницы в Ниани.
Император Муса I нанял андалузского архитектора Исхака аль-Туеджина для строительства дворца в Ниани. Он был «квадратным, увенчанным куполом, который он покрыл штукатуркой и украсил арабесками ослепительных цветов». Африканский историк XIV века Ибн Халдун описал его как «восхитительный памятник».
После упадка империи Мали в XVII веке Ниани утратил свое значение и снова стал небольшим городом.

### Наше время
В 1920-х годах в Ниани были проведены археологические раскопки, которые впервые идентифицировали это место. В 1965 и 1968 годах были проведены гвинейско-польские археологические миссии. Эти раскопки показали, что территория вокруг Ниани когда-то была густонаселена. В результате археологических исследований были идентифицированы арабский квартал и королевский город в Ниани, в частности фундаменты каменных домов, михраб мечети и стены вокруг королевского города.